# Луцкевич, Иван Лукич
Иван Лукич Луцкевич (настоящая фамилия Касярум; 25 сентября 1901, с. Большая Белозёрка, Таврическая губерния,  Российская империя — 28 декабря 1989,  Москва, СССР) — советский военачальник, генерал-майор (13.09.1944).

## Биография
Родился 25 сентября 1901 года в селе Большая Белозёрка, ныне село Великая Белозёрка Великобелозёрского района Запорожской области. Украинец.

### Военная служба

#### Межвоенные годы
14 сентября 1922 года Касярум по командировке незаможних селян был направлен на 64-е командно-пехотные курсы. После их расформирования с 8 октября учился сначала на 63-х Симферопольские пехотные курсы, а с 24 марта 1923 года — 77-х Сумских пехотных курсах им. Н. А. Щорса. В сентябре окончил последние и назначен помощником командира взвода в 88-й стрелковый полк 30-й стрелковой дивизии в городе Павлоград. В ноябре, после проведения территориального сбора, командирован в 6-ю Харьковскую пехотную школу, а после ее ликвидации переведен в 12-ю Краснознаменную Ульяновскую пехотную школу. 15 сентября 1926 года окончил последнюю и назначен командиром взвода в 76-й Карельский стрелковый полк 26-й Сталинской стрелковой дивизии. Член ВКП(б) с 1927 года. В 1928 году в течение пяти месяцев временно командовал 6-й ротой этого полка, а осенью переведен на должность командира взвода полковой школы. В его составе с 15	июля по 22 декабря 1929 года принимал участие в боях на КВЖД. С ноября 1930 года по июль 1931 года находился на Военно-политических курсах им. В. И. Ленина в Москве, после окончания оставлен на них курсовым командиром. С января 1933 года  исполнял должность для поручений при начальнике этих курсов, а с февраля 1935 года был помощником начальника строевого отделения курсов. С марта 1936 года командовал отдельной ротой писарских учеников Центрального управления НКО СССР. С июня 1939 года был помощником начальника 2-го отделения 4-го отдела Административно-мобилизационного управления РККА, с 6 сентября 1940 года — помощником начальника этого отдела.

#### Великая Отечественная война
20 июля 1941 года майор  Луцкевич был назначен начальником отделения учета потерь и трофеев отдела укомплектования штаба Фронта резервных армий (с 29 июля — Резервного фронта). Войска фронта участвовали в Смоленском сражении, Ельнинской наступательной операции. В ходе Вяземской оборонительной операции в начале октября фронт потерпел поражение и был объединен с Западным фронтом. С образованием Калининского фронта в том же месяце Луцкевич был назначен начальником 3-го отделения отдела укомплектования и службы войск. С 7 января 1942 года переведен помощником начальника оперативного отдела штаба фронта. В его составе принимал участие в битве за Москву, в Калининских оборонительной и наступательной, Ржевско-Вяземской и Торопецко-Холмской наступательных операциях. В ходе последней в феврале 1942 года, находясь в частях 2-го гвардейского стрелкового корпуса, отличился в боях юго-восточнее Старой Руссы. С июня 1942 года исполнял должность старшего помощника начальника оперативного отделения оперативного отдела штаба 41-й армии. 9 июля под городом Белый был ранен, затем в том же месяце назначен командиром 48-го гвардейского стрелкового полка 17-й гвардейской стрелковой дивизии этой же армии. Принял полк во время нахождения дивизии во втором эшелоне 41-й армии. После приведения в порядок ее части заняли оборону в районе Петрущено, Лейкино. С 17 сентября по 5 октября дивизия находилась в резерве Калининского фронта, затем к 9 октября была сосредоточена в районе Беленихино, ст. Ломоносов (северо-западнее г. Белый). В марте 1943 года в составе той же 41-й армии командиром того же полка участвовал в Ржевско-Вяземской наступательной операции. В ходе ее 10 марта от взрыва противотанковой мины был тяжело ранен в голову и левую ногу и эвакуирован в госпиталь. После возвращения 19 мая назначен заместителем командира 17-й гвардейской стрелковой дивизии, а в середине июля переведен комендантом 5-го УРа 43-й армии Калининского фронта. Отличился в боях в августе — сентябре севернее Духовщины. 8 декабря переведен на должность коменданта 155-го УРа 4-й ударной армии. 
6 апреля 1944 года допущен к командованию 235-й стрелковой дивизией. В ходе Витебско-Оршанской наступательной операции в июне она в составе 43-й армии прорвала оборону немцев в районе 35 км. северо-западнее города Витебск, с ходу форсировала реку Западная Двина и к 26 июня в районе м. Островно соединилась с частями 91-й гвардейской стрелковой дивизии 3-го Белорусского фронта, чем завершилось окружение витебской группировки противника. Приказом ВГК дивизии было присвоено почетное наименование «Витебская». В дальнейшем, развивая наступление, в рамках Белорусской стратегической наступательной операции она успешно действовала в Полоцкой и Шяуляйской  наступательных операциях. К 15 августа ее части прошли с боями около 600 км и, встретив организованную оборону на рубеже реки Лиелупе, перешли к обороне (в 20 км юго-восточнее города Митава). С 25 по 30 сентября 1944 года дивизия в составе 43-й армии совершила марш в район 10 км. северо-западнее города Шяуляй. В ходе Мемельской наступательной операции она 5 октября прорвала оборону немцев по реке Вента и, преследуя противника, вышла на берег Балтийского моря между городами Паланга  и Мемель. С января 1945 года в ходе Восточно-Прусской наступательной операции дивизия в составе 39-й армии 3-го Белорусского фронта овладела городами и крупными пунктами обороны немцев в Восточной Пруссии — Тильзит и Рагнит. За форсирование рек Дайме и Прегель, овладение городами Лабиау, Велау, Дакмен, Бенкхайм, Тройтбург она награждена орденом Суворова 2-й ст. С 23 по 28 февраля 1945 года ее части вели тяжелые оборонительные бои на Земландском полуострове и противостояли натиску превосходящих сил противника, пытавшихся прорваться из окруженного Кёнигсберга. С 6 апреля они в составе 43-й армии 3-го Белорусского фронта принимали участие в штурме города-крепости Кёнигсберг. 27 апреля 1945 года Луцкевич командирован на учебу в Высшую военную академию им. К. Е. Ворошилова. 
За время войны комдив Луцкевич  был  пять  раз персонально упомянут в благодарственных в приказах Верховного Главнокомандующего.

#### Послевоенное время
После войны 26 января 1946 года генерал-майор Луцкевич окончил ускоренный курс академии и был назначен заместителем начальника штаба по организационным вопросам Барановичского ВО. В апреле — августе состоял в распоряжении ГУК, затем был начальником штаба 94-й гвардейской стрелковой Звенигородско-Берлинской ордена Суворова дивизии 3-й ударной армии ГСОВГ. С ноября 1947 года в той же группе войск исполнял должность заместителя командира 21-й гвардейской механизированной Новобугской Краснознаменной ордена Богдана Хмельницкого дивизии. В январе 1948 года переведен в ПрибВО заместителя командира 29-й гвардейской механизированной Витебской ордена Ленина Краснознаменной ордена Суворова дивизии. С сентября 1949 года командовал 47-й отдельной стрелковой бригадой Зап.-СибВО, а с июня 1951 года — 9-й пулеметно-артиллерийской дивизией Приморского ВО  (г. Гродеково). 27 октября 1953 года гвардии генерал-майор Луцкевич уволен в запас.
Проживал в Москве. Скончался 28 декабря 1989 года. Похоронен на Востряковском кладбище в Москве.

## Награды
- два ордена Ленина (19.04.1945[5], 06.11.1947[6])
- три ордена Красного Знамени (16.09.1942[7], 03.11.1944[8][6], 20.04.1953[6] )
- орден Суворова II степени (19.09.1944)[9]
- два ордена Отечественной войны I степени (02.11.1943[10], 06.04.1985[11][12])
  - медали в том числе:
  - «XX лет Рабоче-Крестьянской Красной Армии» (1938)[9]
  - «За победу над Германией в Великой Отечественной войне 1941—1945 гг.» (23.06.1945)[13]
  - «За взятие Кёнигсберга» (1945)
  - «Ветеран Вооружённых Сил СССР» (1976)
- знак «50 лет пребывания в КПСС»

Приказы (благодарности) Верховного Главнокомандующего в которых отмечен И. Л. Луцкевич
- За прорыв сильной, глубоко эшелонированной обороны Витебского укрепленного района немцев, северо-западнее города Витебск, на участке протяжением 35 километров, и продвижение в глубину за два дня наступательных боев от 20 до 40 километров, расширение прорыва до 80 километров по фронту, и выход к реке Западная Двина на участке 35 километров. 24 июня 1944 года. № 115.
- За овладение штурмом крупным областным центром Белоруссии городом Витебск – важным стратегическим узлом обороны немцев на западном направлении. 26 июня 1944 года. № 119.
- За прорыв глубоко эшелонированной обороны противника юго-восточнее города Рига, овладении важными опорными пунктами обороны немцев — Бауска, Иецава, Вецмуйжа и на реке Западная Двина — Яунелгава и Текава, а также занятии более 2000 других населённых пунктов. 19 сентября 1944 года.  № 189.
- За овладение штурмом городами Восточной Пруссии Тильзит, Гросс-Скайсгиррен, Ауловёнен, Жиллен и Каукемен — важными узлами коммуникаций и сильными опорными пунктами обороны немцев на кёнигсбергском направлении. 20 января 1945 года. № 235.
- За овладение крепостью и главным городом Восточной Пруссии Кенигсберг — стратегически важным узлом обороны немцев на Балтийском море. 9 апреля 1945 года. № 333